# Bahnhof Birmingham Curzon Street

Neuer Curzon Street-Bahnhof, der für die HS2 gebaut wird

Der Bahnhof Birmingham Curzon Street, oder kurz Curzon Street, bis 1852 als Birmingham Station bezeichnet, war ein Kopfbahnhof östlich des Stadtzentrums von Birmingham, der 1838 eingeweiht und bis 1966 genutzt wurde. An Stelle des historischen Bahnhofs entsteht der neue Kopfbahnhof für die Schnellfahrstrecke High Speed 2 (HS2), der 2026 eröffnet werden soll.

## Geschichte
Die Birmingham Station wurde für die London and Birmingham Railway (L&BR) errichtet; der erste Zug aus London erreichte den Bahnhof am 17. September 1838. Auf das Datum der Eröffnung der Verbindung nach London wurde die Grand Junction Railway (GJR) vom ungefähr anderthalb Kilometer entfernten Duddeston über den Birmingham-Viadukt bis in die Curzon Street verlängert, sodass im gleichen Bahnhof auf die Züge in Richtung Liverpool und Manchester umgestiegen werden konnte.
Von 1839 bis 1842 benutzten auch die Züge der Birmingham & Derby Junction Railway (B&DJR) die Birmingham Station, wobei die Züge von Derby auf eigener Strecke den Abzweigbahnhof Hampton in Arden erreichten. Dort mussten sie die Fahrrichtung wechseln und gelangten über die Strecke der L&BR nach Birmingham. 1842 eröffnete die B&DJR die Bahnstrecke von Whitacre entlang des Tames mit eigenem Kopfbahnhof an der Lawley Street etwa 700 m östlich der Birmingham Station, sodass die Bahn fortan die Miete für die Infrastruktur der L&BR nicht mehr begleichen musste.
1839 eröffnete das Bahnhofshotel den Betrieb, zuerst gleich wie im Bahnhof Euston unter dem Namen Victoria Hotel. Die Bahngesellschaften waren aber mit dem Pächter nicht zufrieden, sodass bereits 1840 das Hotel an einen neuen Pächter, der auch das Bahnhofshotel in Euston betrieb, abgegeben wurde. Auf seinen Wunsch wurde der Name des Hotels in Queen’s Hotel geändert. Das Bahnhofshotel war in nicht genutzten Räumen des Hauptgebäudes untergebracht, die für diesen Zweck angepasst wurden. 1841 wurde an das Hauptgebäude ein Nordflügel angebaut, der zusätzliche Zimmer aufnahm.

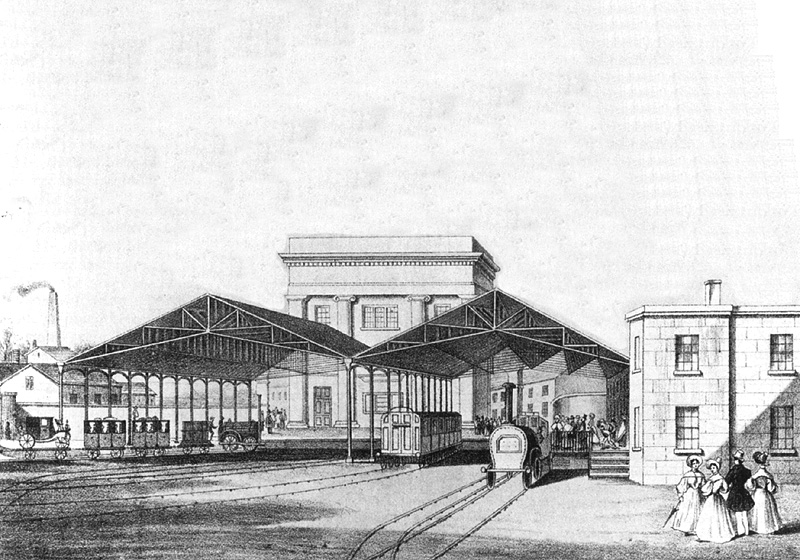
Birmingham Station der L&BR in den 1830er-Jahren

Ab 1841 war die Birmingham Station auch der Endbahnhof der Birmingham and Gloucester Railway. 1846 entstand aus der L&BR und der GJR die London and North Western Railway (LNWR), die beschloss einen neuen Bahnhof weiter westlich näher am Stadtzentrum von Birmingham zu bauen. Die von 1846 bis 1854 entstandene Birmingham New Street Station übernahm im Juni 1854 den gesamten Personenverkehr von der Birmingham Station, die bereits 1852 in Birmingham Curzon Street umbenannt wurde und nur noch für den Güterverkehr verwendet wurde.
1860 wurde das zum Bahnhof gehörende Bahnbetriebswerk geschlossen und die Curzon Street Station zum Hauptgüterbahnhof der LNWR in Birmingham umgebaut. Bis 1893 verkehrten noch einige Sonderzüge für Ausflügler aber der Curzon Street Station.
1952 wurde das Hauptgebäude der Curzon Street Station als Bauwerk von außerordentlichem Interessen in der Statutory List of Buildings of Special Architectural or Historic Interest in der Kategorie Grade I aufgeführt, handelt es sich doch um eines der ältesten erhaltenen Empfangsgebäude von einem großen Bahnhof.
Der Güterbahnhof wurde 1966 geschlossen. Bahnsteige, Bahnsteighalle und andere Überbleibsel des GJR-Bahnhofs wurden innerhalb weniger Jahre abgerissen. Trotz Protesten gegen den Abriss des alten Euston-Bahnhofs in London im Jahre 1961 wurde 1971 das Blendmauerwerk des alten GJR-Bahnhofs weitgehend unbemerkt abgerissen. British Rail verlangte 1970 und 1978 erfolglos die Aufhebung des Schutzstatus um das Hauptgebäude abzureißen, 1979 wurde es von der Stadt Birmingham gekauft und der später angebaute Flügel, wo das Queen’s Hotel untergebracht war, abgerissen. Nach der Renovation des Hauptgebäudes Anfang der 1980er-Jahre wurde dieses von gemeinnützigen Organisationen genutzt. Auf dem Platz, wo früher die Bahnsteighallen standen, wurde eine Stahlbauhalle für den Kurierdienst Parcelforce aufgestellt, die bis 2006 genutzt wurde. Danach wurde diese abgerissen und das Gelände als Parkplatz genutzt.

## Architektur
Die 1838 eröffnete Birmingham Station bestand genau genommen aus zwei Bahnhöfen – einer für die London and Birmingham Railway und einer für die Grand Junction Railway, die nebeneinander lagen.

### Bahnhof der London and Birmingham Railway
Der 1838 erbaute L&BR-Bahnhof bestand aus einer Bahnsteighalle mit zwei Bahnsteigen und dem Hauptgebäude. Die Bahnsteige waren nach Ankunft und Abfahrt getrennt. John Joseph Bramah entward die Bahnsteighalle, die aus zwei 17,2 m breiten und 66 m langen Schiffen bestand. Die schmiedeeiserne Dachkonstruktion ruhte auf gusseisernen Säulen.
Das Hauptgebäude und das Empfangsgebäude neben der Bahnsteighalle waren Werke von Philip Hardwick, dem Hausarchitekten der L&BR, der auch den Bahnhof Euston mit dem monumentalen dorischen Eingangsportal entworfen hatte. Linke neben dem Hauptgebäude war die Zufahrt zum Bahnhof für Fuhrwerke, rechts davon die Ausfahrt angeordnet. Im dreistöckigen Hauptgebäude aus Sandsteinmauerwerk war die Verwaltung der Bahngesellschaft und anfänglich das Sitzungszimmer der Geschäftsleitung untergebracht. Im Erdgeschoss befand sich der Wartesaal und Imbissstuben. Das Hauptgebäude wurde 1839 zu einem Hotel umgebaut und 1841 um einen Nordflügel mit demselben Verwendungszweck erweitert.

### Bahnhof der Grand Junction Railway
Die Grand Junction Railway errichtete ihren Bahnhof nordöstlich desjenigen der L&BR, wobei die Bahnsteige der beiden Bahnhöfe parallel verliefen. Der Entwurf des GJR-Bahnhofs stammte von Joseph Franklin, einem Architekten aus Liverpool.